# Arubas fotbollsförbund
Arubas fotbollsförbund, officiellt Arubaanse Voetbal Bond, är ett specialidrottsförbund som organiserar fotbollen på Aruba.
Förbundet grundades 1932 och gick med i Concacaf 1986. De anslöt sig till Fifa år 1988. Arubas fotbollsförbund har sitt huvudkontor i staden Noord.